# Raymond II d'Auch
Raymond II d'Auch est un archevêque d'Auch mort en 1118.

## Famille
Son origine paternelle est inconnue. Des ouvrages du XIXe siècle le disent fils de Bernard Ier Pelagos, premier comte de Pardiac,, des études plus récentes confirment cette appartenance à la famille de Pardiac, tandis que d'autres l'ignorent.
Ce qui est admis est que sa mère se nomme Biverne et qu'elle s'est remariée en secondes noces avec Aymeric II, comte de Fezensac.

## Carrière
Il commença par être moine à Saint-Orens avant d'en être tiré pour devenir archevêque d'Auch à la mort de Guillaume de Montaut en 1097,. Il assista peu après au concile de Saintes. 
Peu après, une ancienne querelle entre l’archevêché d'Auch et le monastère de Saint-Orens reprit à propos de l'existence d'un cimetière à proximité de la cathédrale. Les parties en appelèrent au pape Urbain II qui trancha en faveur des moines, mais accorda en compensation le pallium à Raymond. Profitant de la mort d'Urbain II, Raymond enterra les morts à proximité de la cathédrale et les moines de Saint-Orens, mécontents, en appelèrent au nouveau pape Pascal II qui menaça l'archevêque, lequel dût se soumettre. 
Cette interdiction eut pour conséquence une baisse des revenus des chanoines et Raymond II dut leur confier l’archidiaconé de Pardiac pour compenser la perte.
Pendant son épiscopat les travaux de construction de la cathédrale romane, initiés par Raymond Ier Copa et commencés en 1064 se continuèrent et Raymond fit construire le palais épiscopal sur une terre donnée par Montarsin de Montaut, neveu de son prédécesseur.
Il meurt le 1er octobre 1118 en odeur de sainteté,.